# GP Denain 1976
De 18e editie van de wielerwedstrijd GP Denain werd gehouden op 20 april 1976. De start en finish vonden plaats in Denain in het Franse Noorderdepartement. Op het podium stonden de Belgen Eric Jacques en Walter Planckaert, waarvan de laatste won, en de Fransman Robert Mintkiewicz.

## Uitslag
| GP Denain 1976 |                      |                   |      |
| Plaats         | Naam                 | Ploeg             | tijd |
| Winnaar        | Walter Planckaert    | Maes Pils-Rokado  |      |
| 2              | Robert Mintkiewicz   | Gitane-Campagnolo |      |
| 3              | Eric Jacques         | Ebo-Cinzia        |      |
| 4              | André Mollet         | Maes Pils-Rokado  |      |
| 5              | René Dillen          | Gitane-Campagnolo |      |
| 6              | Willy Van Malderghem |                   |      |
| 7              | Jan Aling            | Ebo-Cinzia        |      |
| 8              | Ludo Van Staeyen     | Maes Pils-Rokado  |      |
| 9              | Luc D'Hondt          | Maes Pils-Rokado  |      |
| 10             | Eddy Demedts         |                   |      |

1959 · 1960 · 1961 · 1962 · 1963 · 1964 · 1965 · 1966 · 1967 · 1968 · 1969 · 1970 · 1971 · 1972 · 1973 · 1974 · 1975 · 1976 · 1977 · 1978 · 1979 · 1980 · 1981 · 1982 · 1983 · 1984 · 1985 · 1986 · 1987 · 1988 · 1989 · 1990 · 1991 · 1992 · 1993 · 1994 · 1995 · 1996 · 1997 · 1998 · 1999 · 2000 · 2001 · 2002 · 2003 · 2004 · 2005 · 2006 · 2007 · 2008 · 2009 · 2010 · 2011 · 2012 · 2013 · 2014 · 2015 · 2016 · 2017 · 2018 · 2019 · 2020 · 2021 · 2022 · 2023 · 2024 · 2025